# Guamees honkbalteam

Vlag van Guam.

Het Guamees honkbalteam is het nationale honkbalteam van Guam. Het team vertegenwoordigt Guam tijdens internationale wedstrijden. Het Guamees honkbalteam hoort bij de Oceanische Honkbal Confederatie (BCO), maar Guam heeft ook haar eigen federatie, de Guam Baseball Federation. 

## Kampioenschappen
Hoewel Guam tot de regio Micronesië behoort en dus in Oceanië ligt, heeft Guam in 1987 toch een keer meegedaan aan de Aziatische kampioenschappen honkbal. Hier haalde het de vierde plaats.
| Editie    | 1987 |
| Prestatie | 4e   |

Ook heeft Guam twee keer meegedaan aan de Zuid-Pacifische Spelen. Hier haalde het beide keren goud.
| Editie    | 2003 | 2005 |
| Prestatie | Goud | Goud |